# 10128 Bro
10128 Bro är en asteroid i huvudbältet som upptäcktes den 19 mars 1993 i samband med det svenska projektet UESAC. Den fick den preliminära beteckningen 1993 FT31 och  namngavs senare efter Bro socken på Gotland.
Bros senaste periheliepassage skedde den 17 februari 2022.